# Gunter Demnig
Gunter Demnig (Berlino, 27 ottobre 1947) è un artista tedesco.

## Biografia
È divenuto famoso grazie all'iniziativa delle pietre d'inciampo, che ha iniziato a posare in tutto il territorio europeo dal 1992 in ricordo delle vittime del nazismo. Nel 1985, ha aperto un suo studio a Colonia, lavorando per svariati progetti locali. A partire dal 1994 ha collaborato con l'IGNIS-Kulturzentrum (IGNIS Cultural Center).